# Бастард де Молеон
«Бастард де Молеон» (фр. Le bâtard de Mauléon) — историко-приключенческий роман французского писателя Александра Дюма-отца, написанный в соавторстве с Огюстом Маке и опубликованный в 1846—1847 годах. Его действие происходит в Испании XIV века.

## Сюжет и история текста
Действие романа происходит в 1360-х годах в Кастилии, где идёт война между двумя претендентами на престол — Педро Жестоким и Энрике Трастамарским. Педро изображён как безусловно отрицательный персонаж. Главный герой, Агенор де Молеон, сражается на стороне Энрике и пытается найти свою возлюбленную Аиссу, так что исторические события тесно переплетены с вымышленной любовной линией. В финале, когда Педро уже разбит, Аисса погибает.
Александр Дюма написал «Бастарда де Молеона» в 1846 году, причём в роли его соавтора выступил литератор Огюст Маке (как и в ряде других романов Дюма тех лет). Роман выходил отдельными главами в газете Le Commerce с 20.02 по 16.10.1846, позже вышел отдельным книжным изданием.
До «Бастарда де Молеона» Дюма обращался к истории Испании XIV века в новелле «Педро Жестокий» (1839), включённой в сборник «Пракседа».

## Издания
- Дюма А. Бастард де Молеон: Роман / Пер. с франц. Л. Н. Токарева. — М.: ООО Издательство «АСТ»; ЗАО НПП «Ермак», 2004. — 544 с. — ISBN 5-17-018745-9.